# Siti Aisyah Alias
Siti Aisah Binti Hj Alias es una investigadora polar marina malaya y conferenciante. Desde agosto de 2016,  es Profesora asociada y Subdirectora del Centro de Búsqueda antártico Nacional (NARC) en el Programa de Búsqueda antártico malayo (MARP), en la Universidad de Malaya. Su foco de trabajo es la fisiología de microbios marinos y polares y fungi.

## Biografía
Nació el 25 de marzo de 1966 en Malasia.  Estudió en Tunku Ampuan Durah de 1981 a 1983. Y se graduó por la Universidad de Malaya, Malasia con un BSc en Ecología en 1991. Ganó un PhD en micología marina por la Universidad de Portsmouth en 1996. Regresó a Malasia para trabajar como conferenciante en el Instituto de Ciencias Biológicas, UM, y empezó un programa de búsqueda en micología marina, y más tarde estudios polares en diversidad fúngica y enzimología. En 2015, fue transferida al Instituto de Océano y Ciencias de Tierra (IOES).

## Carrera e impacto
Desde 2001, Alias ha sido Subdirectora del Centro de Búsqueda antártico Nacional (NARC) y del Programa de Búsqueda antártico malayo (MARP). Es miembro Delegada Nacional para el Comité Científico en Búsqueda antártica (SCAR) representando a Malasia, Miembro del Comité para el Foro asiático en Ciencia Polar (AFOPS) y Miembro de Fuerza de la Tarea, Academia de Malasia de Ciencia para el Programa antártico malayo.
Como principal investigadora del MARP, sus campos de búsqueda científicos incluyen biodiversidad fúngica y filobiogeografía, actividades antimicrobiales y adaptaciones al frío de enzimas y bioquímica de microbios antárticos. Su compromiso fuerte al desarrollo de la comunidad de búsqueda antártica nacional malaya, estando dentro de SCAR y del Sistema de Tratado antártico, está ilustrado por su establecimiento de colaboraciones internacionales importantes con varios Institutos antárticos nacionales y comunidades de búsqueda, incluyendo Ecuador, Australia, Chile, Polonia y el Reino Unido. También tiene experiencia de campo significativo en Antártida y Ártico, participando en varias expediciones de búsqueda polares (2000-2010).
Asiste al desarrollo de las políticas antárticas de Malasia y practica seguir la accesión reciente del país al Tratado antártico, bajo una subvención de Ministerio de Educación para el desarrollo de Ciencia y Política en Antártida (2011-2016).  Dirige un Instituto Central de proyecto de Excelencia en "Latitudinal Diferencias en Respuesta y Adaptación de Microbios a Cambios Atmosféricos", en el Instituto de Océano y Ciencias de Tierra (IOES), Universidad de Malasia.

## Premios y honores
Se le otorgó el Premio de Joven Científica Nacional , Ministerio de Ciencia, Tecnología y Ambiental, Malasia (2001), una subvención de Ciencia y Búsqueda de Tecnología de la Toray Fundación de Ciencia (2005), y una membresía de la Universidad de Naciones Unidas, Tokio, Japón, UNESCO, París (2008).